# (38479) 1999 TK95
1999 TK95 (asteroide 38479) é um asteroide da cintura principal. Possui uma excentricidade de 0.07933450 e uma inclinação de 11.61181º.
Este asteroide foi descoberto no dia 2 de outubro de 1999 por LINEAR em Socorro.